# Скаудвіле
Скаудвіле (лит. Skaudvilė) — місто в Тауразькому районі Тауразького повіту Литви, є адміністративним центром Скаудвільського староства. Населення 1422 особи (2020).

## Географія
Розташоване за 26 км від Таураге і за 212 км від Вільнюса на березі річки Анчя. Розташоване на шосе Рига — Калінінград.

## Історія
Вперше згадується 1760 року. Під час розподілу Польщі у XVIII столітті анексований Російською імперією. Під час Першої світової війни окупований німецькою армією. До 1917 носив назву Скадвіле. З 1918 по 1940 Входив до складу Литви.
З 1940 до 1991 — окупований Радянським Союзом.
З 1950 по 1962 — адміністративний центр Скаудвільського району, пізніше входив до Тауразького району. Права міста отримав у 1950 році.
З 1991 року у складі Литви. З 1995 року — центр однойменного староства. 20 грудня 2005 року отримав герб, на якому зображено два безміни.

## Населення
| жителів | 442 | 1390 | 1362 | 2800 | 2495 | 2465 | 2436 | 2140 | 1884 | 1720 | 1422 |

## Економіка
У радянський період працювало виробництво художньої кераміки, швейних виробів, олії та сиру, ремонт тракторів.

## Визначні пам'ятки
- Костел (Skaudvilės Šv. Kryžiaus bažnyčia) (1797)
- Лютеранський костел (1827)

## Галерея

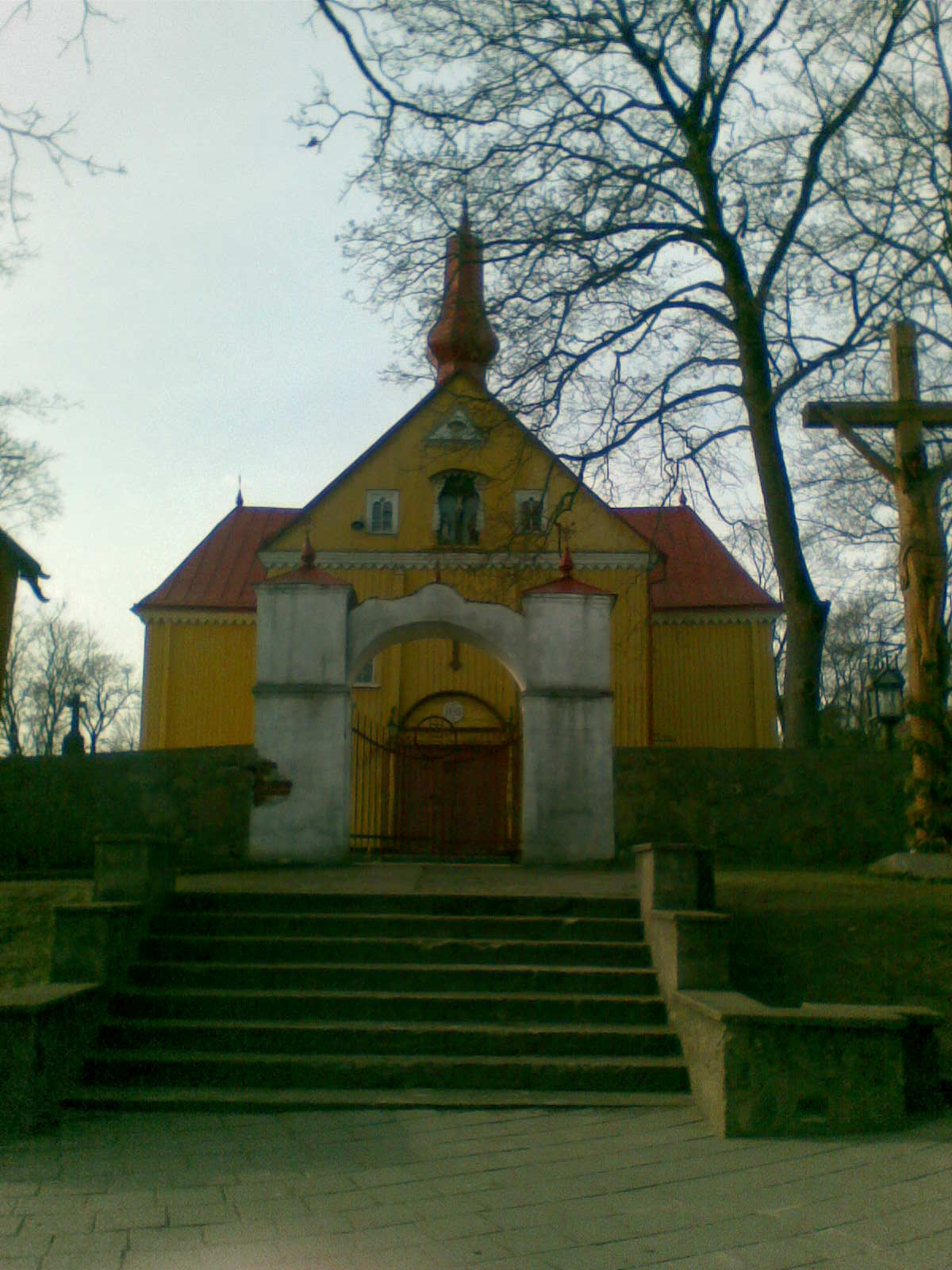
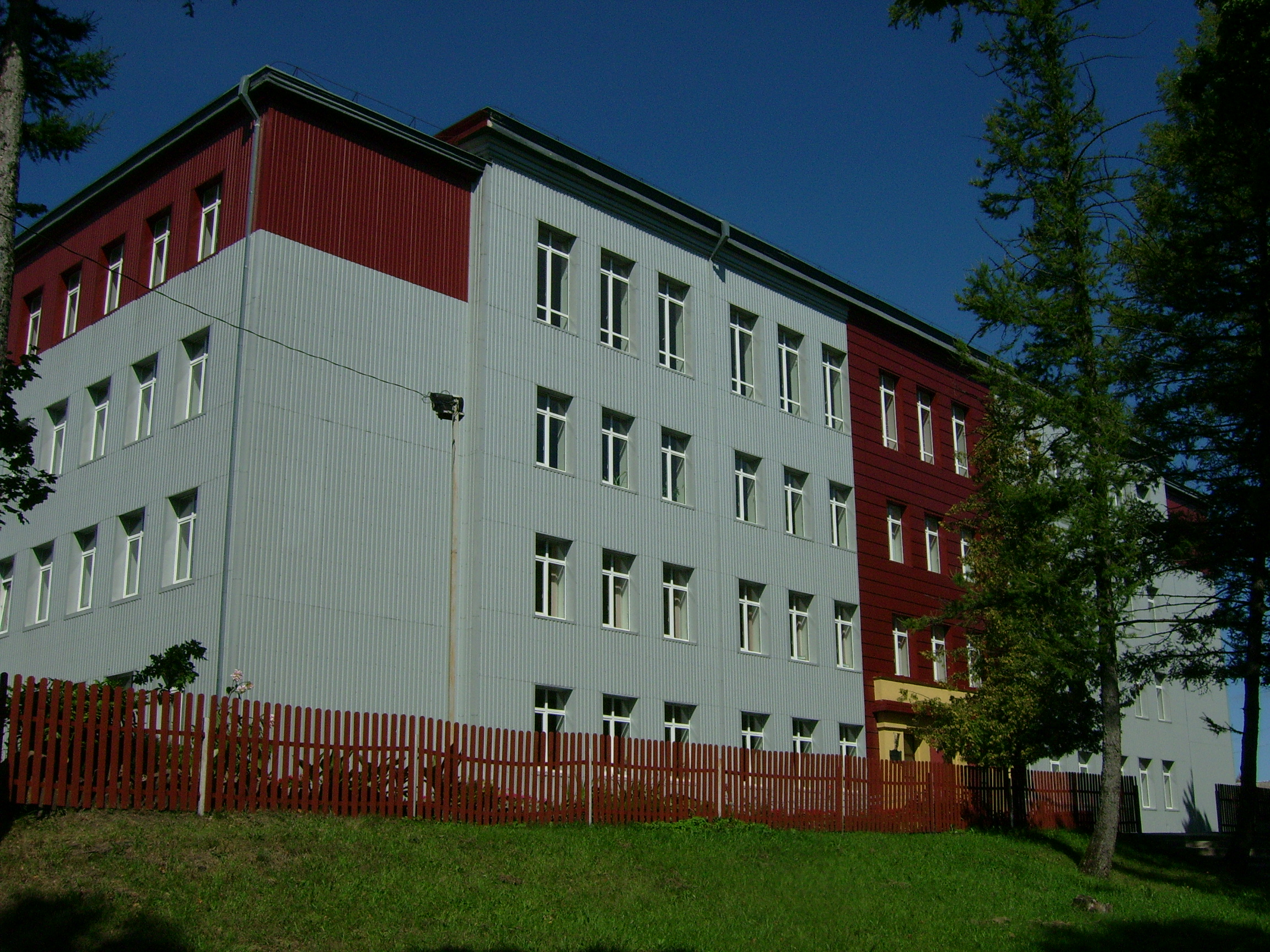
Будівля гімназії
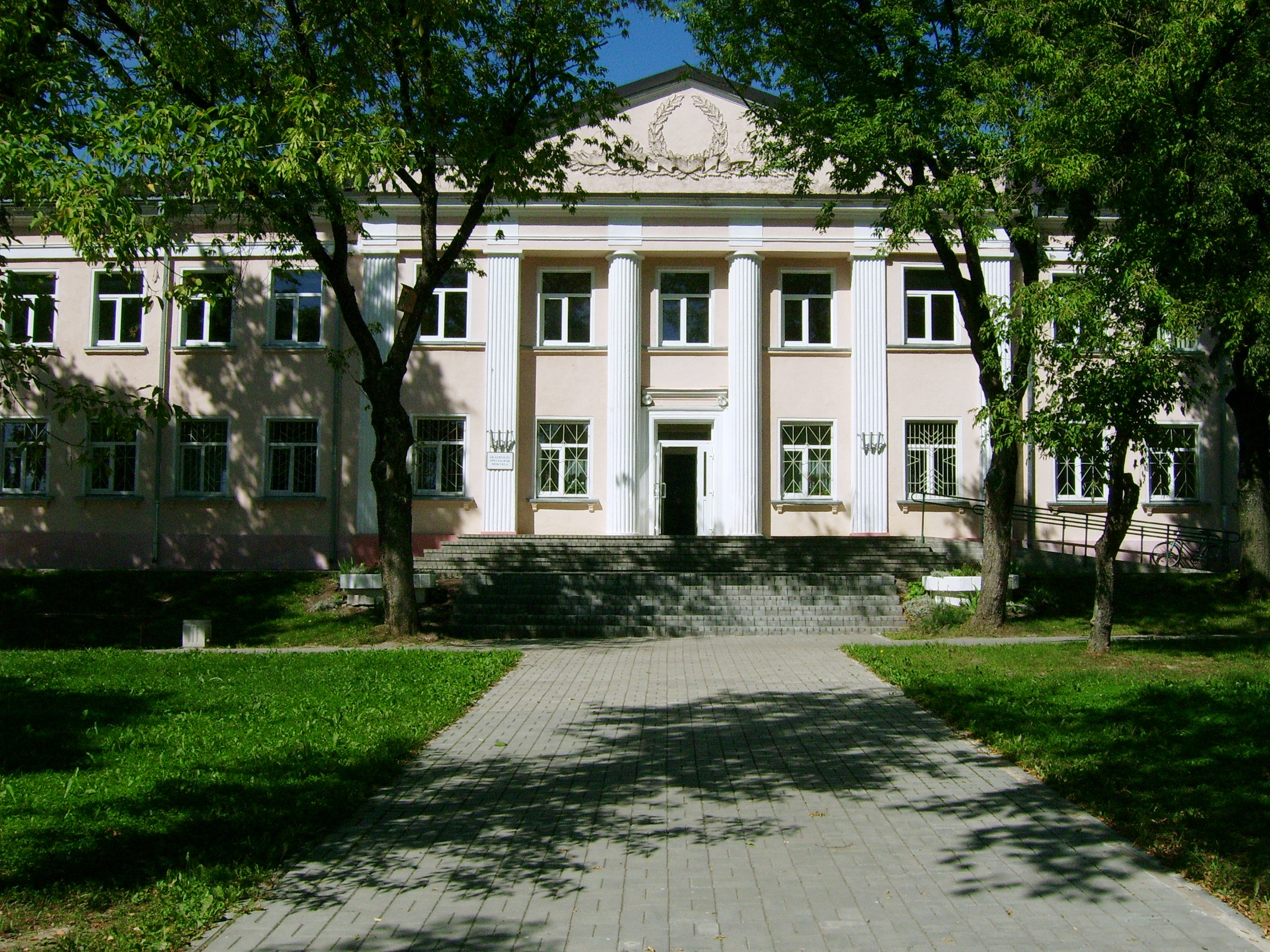
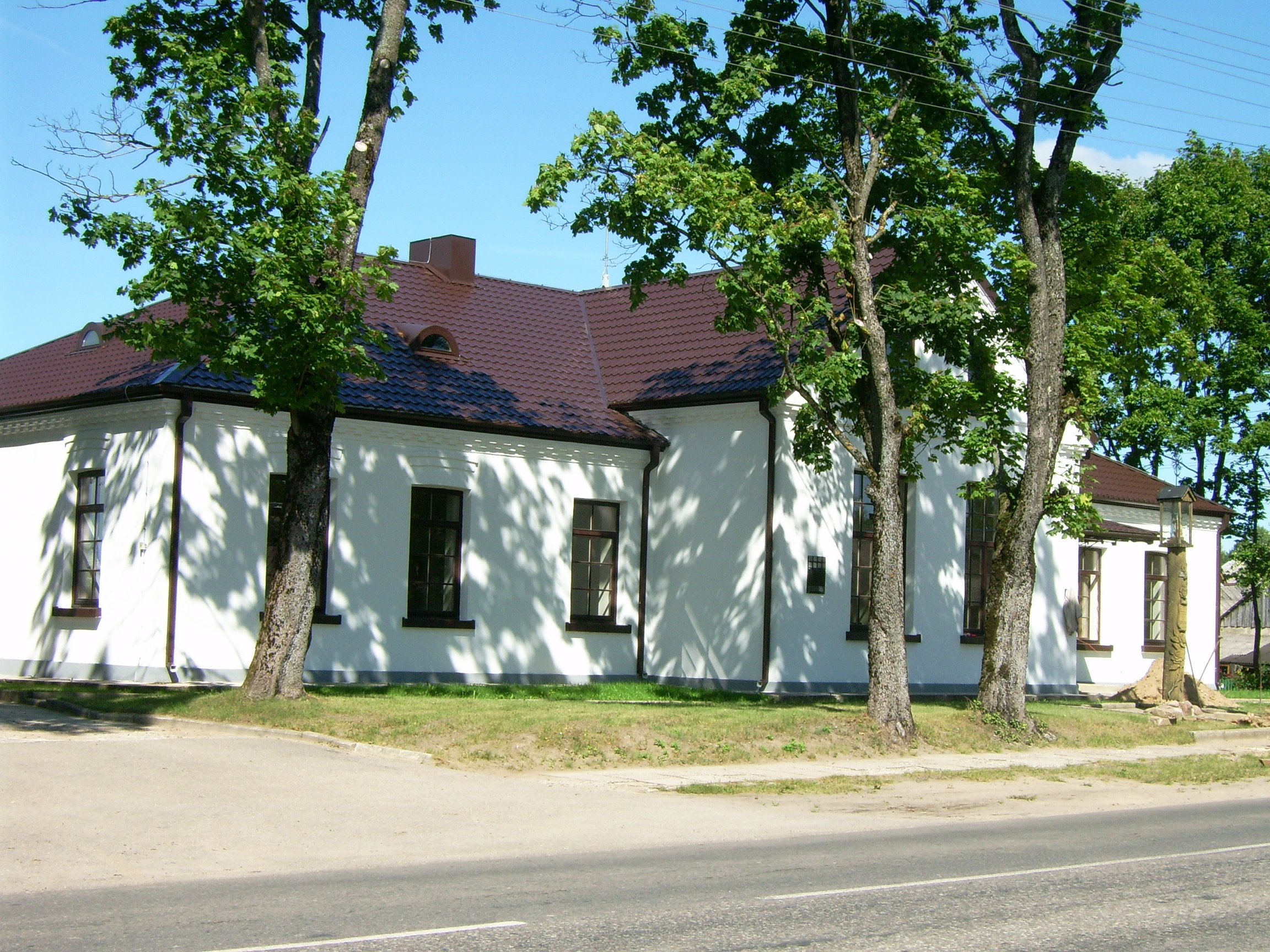
Будівля поліції
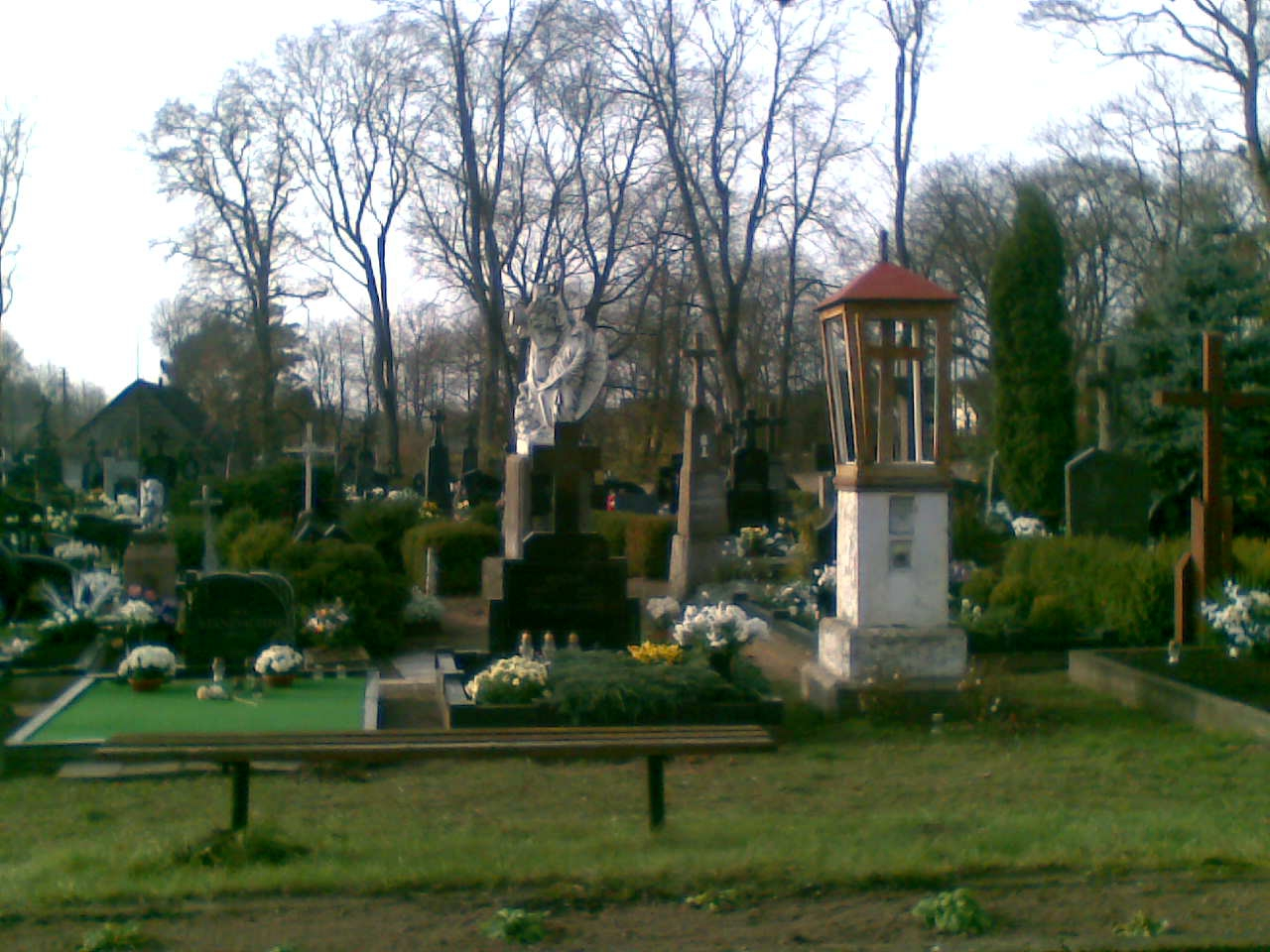
Цвинтар біля костелу
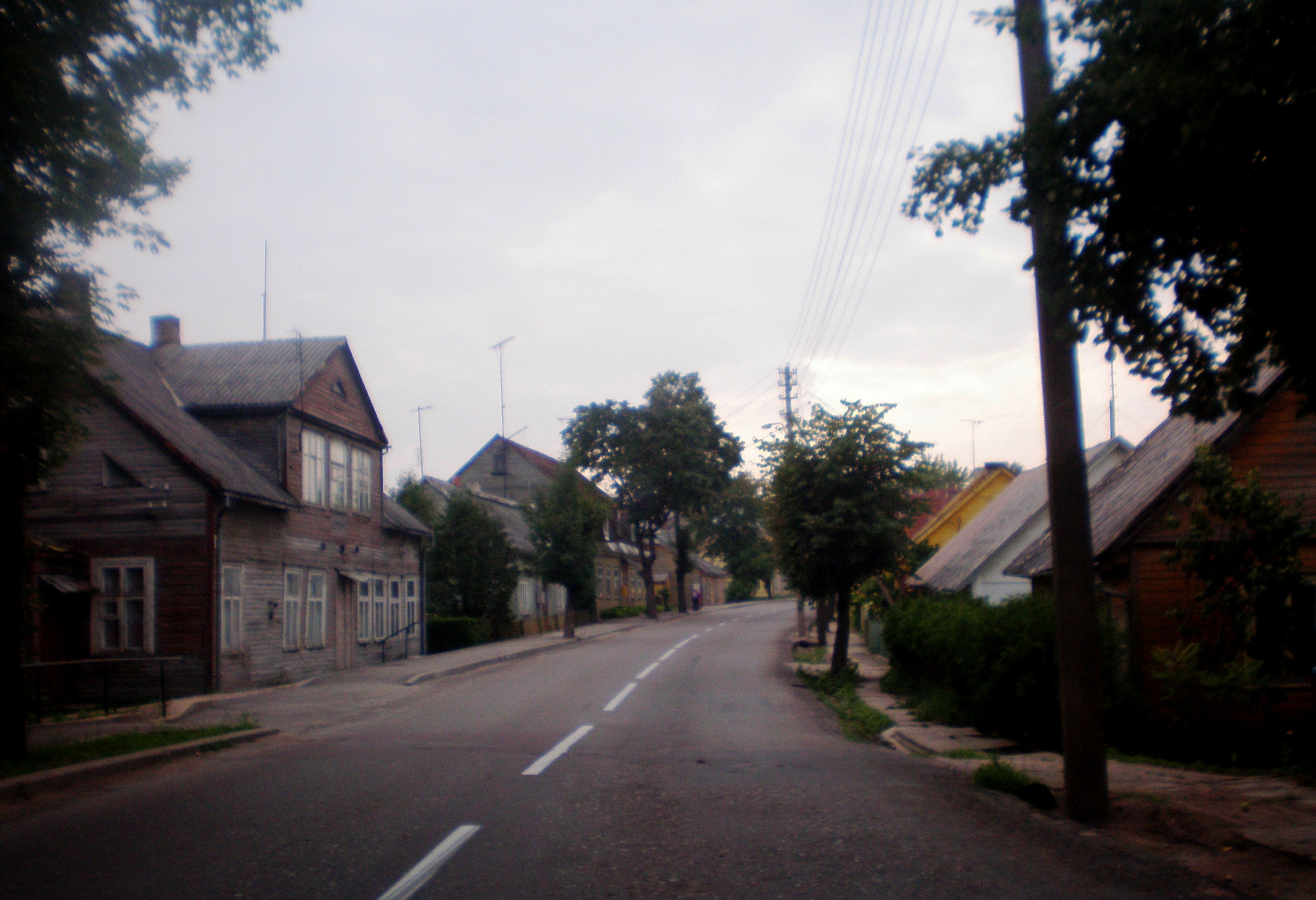
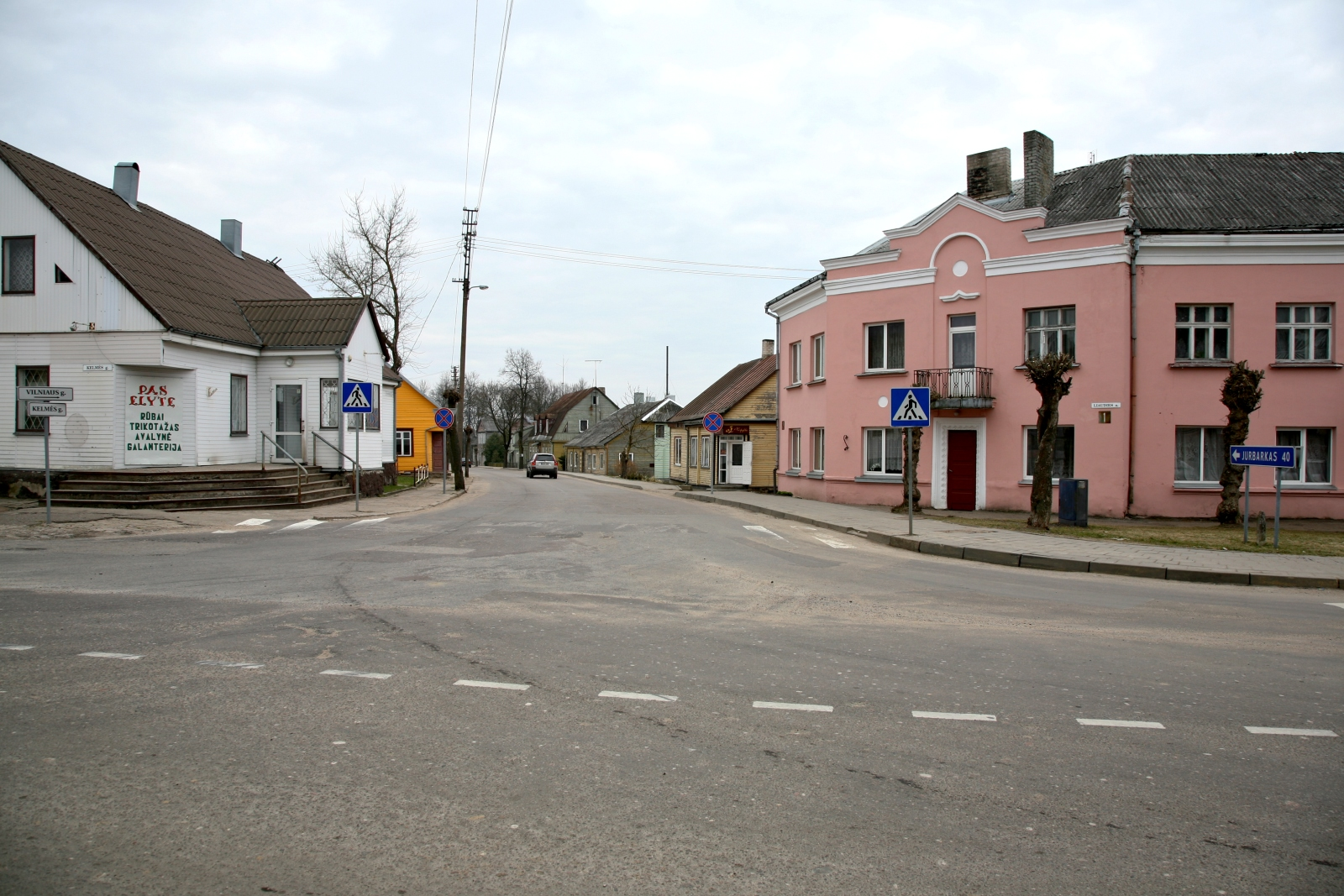
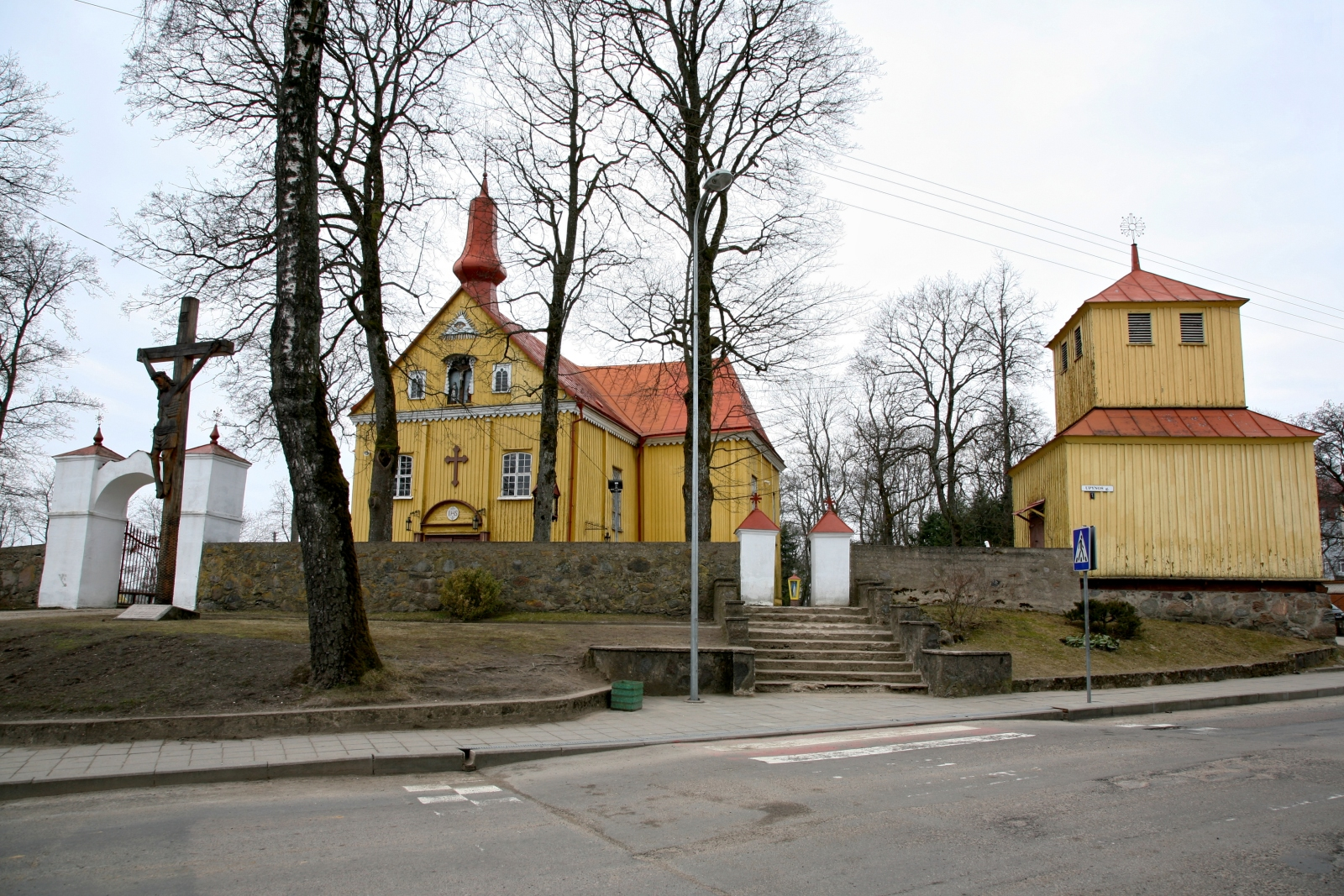
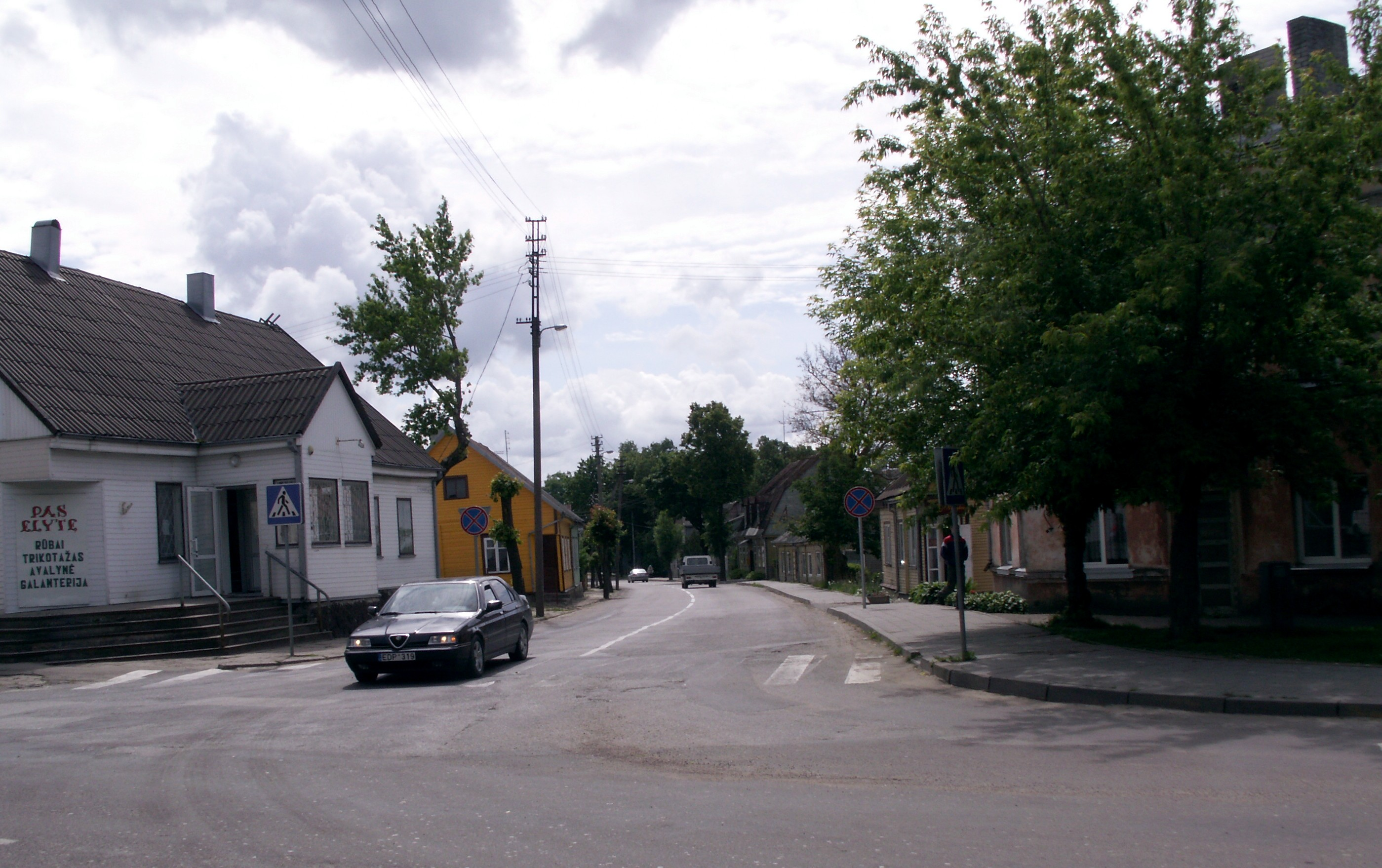
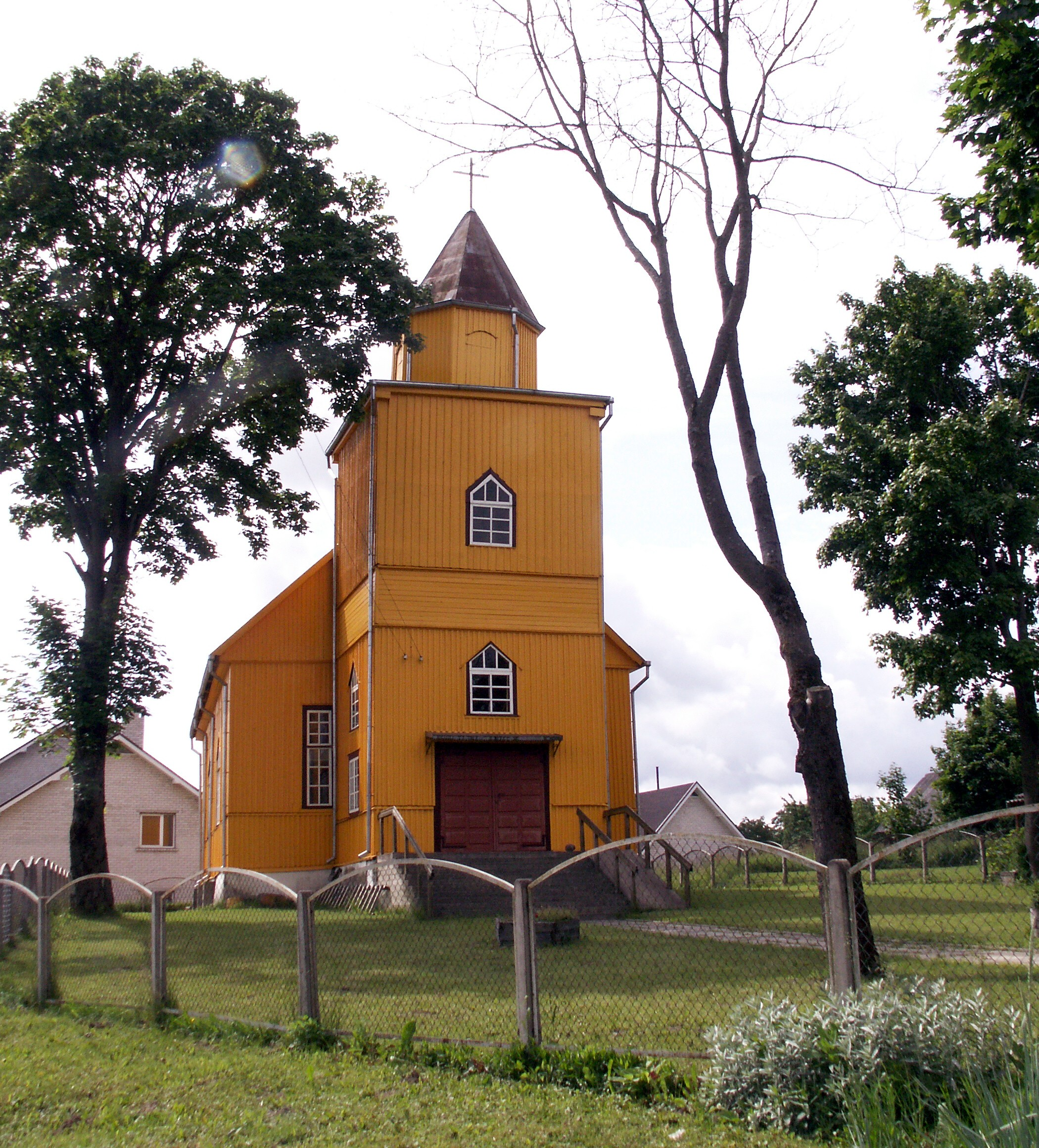